# Ophiusa waterloti
Ophiusa waterloti là một loài bướm đêm trong họ Erebidae.